# Селва деи Молини
Селва деи Молини (итал. Selva dei Molini) је насеље у Италији у округу Болцано, региону Трентино-Јужни Тирол.
Према процени из 2011. у насељу је живело 479 становника. Насеље се налази на надморској висини од 1176 м.

## Становништво
Према резултатима пописа становништва 2011. у општини је живело 1.473 становника.
| 1931. | 1936. | 1951. | 1961. | 1971. | 1981. | 1991. | 2001. | 2011. |
| ----- | ----- | ----- | ----- | ----- | ----- | ----- | ----- | ----- |
| 1.378 | 1.444 | 1.490 | 1.596 | 1.521 | 1.455 | 1.440 | 1.455 | 1.473 |

## Партнерски градови
- Шумберак